# Бродерип, Френсис Фрилинг
Фрэнсис Фри́линг Бродерип (англ. Frances Freeling Broderip, урождённая Hood; 1830[…], Лондон — 3 ноября 1878, Кливдон или Англия) — английская детская писательница, дочь английского поэта Томаса Гуда.

## Биография
Фрэнсис Фрилинг Гуд родилась в 1830 году в районе Уинчмор-Хилл Большого Лондона. Она была второй дочерью английского поэта Томаса Гуда (умер в 1845 г.) и его жены Джейн (урожденной Рейнольдс, умершей в 1846 г.). Её назвали в честь друга её отца, сэра Фрэнсиса Фрилинга, секретаря Главного почтамта.
10 сентября 1849 года она вышла замуж за преподобного Джона Сомервиля Бродерипа. Родителями Бродерипа были Эдвард Бродерип из Коссингтон-Мэнора (умер в 1847 г.) и Грейс Дори, дочь Бенджамина Гринхилла. Джон Сомервиль Бродерип родился в Уэльсе, графство Сомерсетшир, в 1814 году, получил образование в Итоне и Баллиол-колледже в Оксфорде, где получил степень бакалавра в 1837 году, и степень магистра в 1839 году. В 1844 г. он становится настоятелем прихода в Коссингтоне, графство Сомерсетшир, где и умрет 10 апреля 1866 года. В браке родились четыре дочери.
Писательница умерла в г. Кливдоне 3 ноября 1878 года, на сорок девятом году жизни, и была похоронена на прилегающей территории церкви Святой Марии в Уолтоне 9 ноября 1878 г.

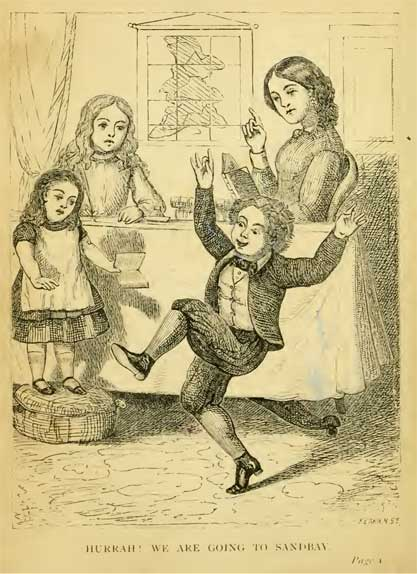
Иллюстрация Тома Гуда (1835—1874) к книге «Сказки об игрушках, рассказанные ими самими», 1869

## Творчество
В литературе Бродерип дебютировала книгой «Придорожные фантазии» (Way-side fancies, 1857), за ней последовал сборник «Забавные басни для маленьких людей» (Funny Fables for Little Folks, 1860). Книга, как и многие другие, была проиллюстрирована её младшим братом и тоже писателем Томом Гудом (1835—1874). В последующие годы писательница опубликовала:
- Хрисал, или История с концом (Chrysal, or a Story with an End, 1861);
- Сказочная страна, или Развлечения для подрастающего поколения. Томаса и Джей Гудов, их сына и дочери (Fairyland, or Recreations for the Rising Generation. By T. and J. Hood, and their Son and Daughter, 1861);
- Крошечный Головастик и другие сказки (Tiny Tadpole, and other Tales, 1862);
- Котомка историй моей бабушки (My Grandmother’s Budget of Stories, 1863);
- Веселые песенки для маленьких голосов (Merry Songs for Little Voices. By F. F. Broderip and T. Hood, 1865);
- Ворчун, Сверчок и Покрывало (Crosspatch, the Cricket, and the Counterpane, 1865);
- Мамины утренние сплетни (Mamma’s Morning Gossips, 1866);
- Дикие розы. Простые истории из деревенской жизни (Wild Roses: Simple Stories of Country Life, 1867);
- Маргаритка и её друзья. Сказки и рассказы для детей (The Daisy and her Friends: Tales and Stories for Children, 1869);
- Сказки об игрушках, рассказанные ими самими (Tales of the Toys told by Themselves, 1869);
- Экскурсии в озадаченный мир (Excursions into Puzzledom. By T. Hood the Younger, and F. F. Broderip, 1879).

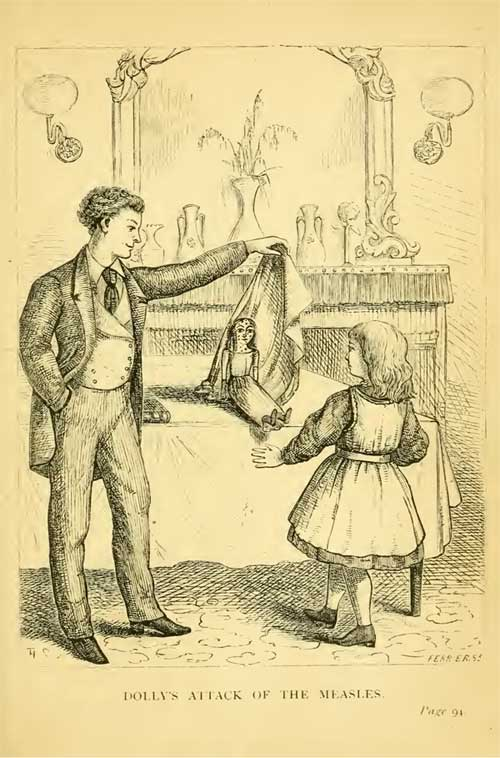
Иллюстрация Тома Гуда (1835—1874) к книге «Сказки об игрушках, рассказанные ими самими», 1869

В 1860 году Фрэнсис Фрилинг Бродерип при содействии своего брата отредактировала и издала «Воспоминания Томаса Гуда» в 2-х томах (The Memorials of Thomas Hood). В 1869 году отобрала и опубликовала ранние стихи и очерки своего отца. Писательница также, совместно с братом, издала в собрание сочинений в 10 томах Томаса Гуда (The Works of T. Hood, 1869-73, 10 vols).